# کوه واو
کوه واو (به انگلیسی: Mount Wow) یک قله و کوه در ایالات متحده آمریکا است که در واشینگتن واقع شده‌است. کوه واو ۱٬۸۴۱٫۰۱ متر بالاتر از سطح دریا واقع شده‌است.